# Sutherland (Australia)

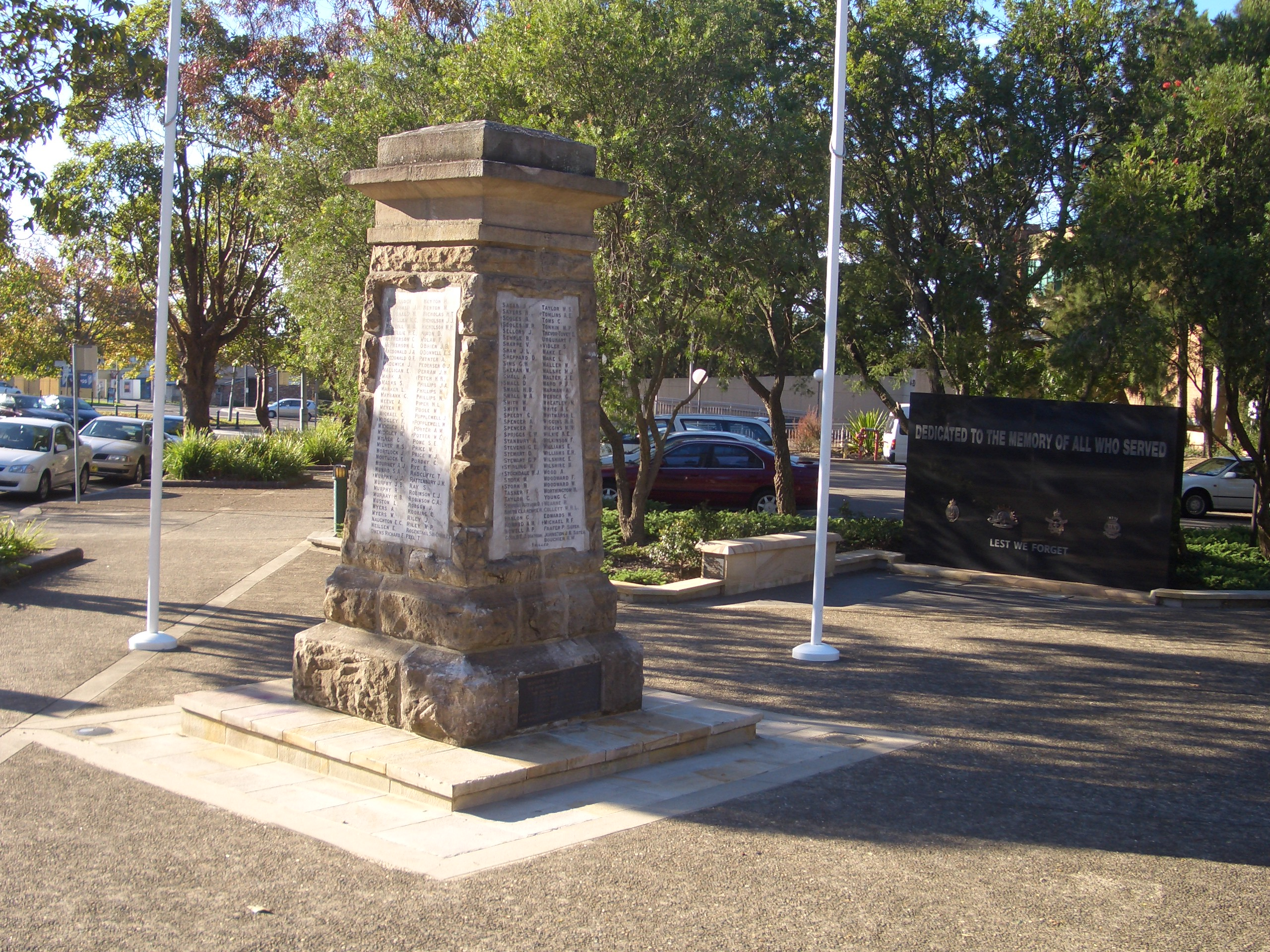
Monumento a los caídos en Sutherland.

Sutherland es un suburbio de Sídney, Australia situado al 25 km al sur del Centro de Sídney en la comuna de Sutherland. Cuenta con 29.880 habitantes y está conectado con los suburbios del oeste con un tren.